# Hipòcrates IV
Hipòcrates IV (en llatí Hippocrates, en grec Ἱπποκράτης) va ser, segons Galè, fill de Dracó I i net del gran metge Hipòcrates.
Va viure al segle IV aC i hauria escrit alguns llibres mèdics segons consta a Suides que probablement es confon ja que el fa fill de Dracó II en lloc de Dracó I. Hauria estat un dels metges de Roxana, la dona d'Alexandre el Gran, i hauria mort durant el regnat de Cassandre. Probablement va ser el pare de Dracó III.